# Abernathyparel
De Abernathyparel (Engels: "Abernathy Pearl") is een grote zoetwaterparel die in 1967 in de Tay, een rivier in Schotland, is gevonden. De parel is met een gewicht van 44 grein, 11 karaat of 2,2 gram bijzonder groot voor een zoetwaterparel. De diameter is ongeveer 12.5 millimeter.
De parel werd in een Margaritifera margaritifera, een mossel, gevonden door William Abernathy en dankt aan deze duiker zowel de naam als de bijnaam "Little Willie".
De parel is rond en heeft een fraaie glans en wordt als de fraaiste zoetwaterparel in de wereld beschouwd.
Abernathyparel ·
Parel van Bao Dai · 
La Pelegrina · 
Gogibus ·
Shah Sofi ·
La Peregrina ·
Sara/Tavernier/Shaista Khan · 
Parel van Allah ·
Parel van Karel I ·
Parel van Karel II ·
Jomonparel · 
Greshamparel ·
La Reine des Perles ·
Abernathyparel · 
La Huerfana · 
De Hopeparel · 
Imperial Hong Kong Pearl ·
La Régente ·
Parel van Koeweit ·
Manciniparels · 
Drexelparel ·
De Parel van Azië · 
Arco-Valleyparel · 
Christopher Walling Abaloneparel · 
Survivalparel · 
Oviedoparel ·
Queen/Patersonparel